# Carlos Aponte
Carlos Aponte Benítez (Tunja, 24 de janeiro de 1939 - 1 de agosto de 2008) foi um futebolista colombiano que atuava como meia.

## Carreira
Carlos Aponte fez parte do elenco da Seleção Colombiana de Futebol, na Copa do Mundo de  1962. 